# Nucleosíntesi estel·lar
|  | Per a altres significats, vegeu «nucleosíntesi». |

Energia relativa alliberada (ε) en escala logarítmica en els processos de fusió protó-protó (PP), CNO i triple-α per a diferents temperatures (T). La línia negra mostra la generació denergia en processos combinats PP i CNO a les estrelles. Per a la temperatura del nucli solar, el procés més eficient és el PP.

La nucleosíntesi estel·lar és el conjunt de reaccions nuclears que tenen lloc en les estrelles per a fabricar elements més pesats.
La nucleosíntesi estel·lar, com a teoria predictiva que és, reprodueix de manera precisa l'abundància relativa observada dels elements, així com la seva variació amb el temps i l'abundància de certs isòtops davant d'altres. La teoria va ser inicialment proposada per Fred Hoyle en 1946, qui posteriorment la va redefinir el 1954. Hoyle també va liderar un grup d'astrònoms experimentals i teòrics compost per ell mateix, Margaret i Geoffrey Burbidge i William Alfred Fowler, que van escriure el 1957 el famós article {\textstyle B^{2}FH} (conegut així per les inicials dels seus quatre autors), en el qual s'afegien a la nucleosíntesi processos relacionats amb la captura de neutrons. Aquest article es va convertir en un dels més citats al llarg de la història de l'astrofísica.
Aquests processos van començar a entendre's a principis del segle xx quan va quedar clar que solament les reaccions nuclears podien explicar la gran longevitat de la font de calor i llum del Sol. Aproximadament el 90% de l'energia produïda per les estrelles vindrà de les reaccions de fusió de l'hidrogen per a convertir-lo en heli. Més del 6% de l'energia generada vindrà de la fusió de l'heli en carboni. Mentre que la resta de fases de combustió tot just si contribuiran de forma apreciable a l'energia emesa per l'estrella al llarg de tota la seva vida.

## Història

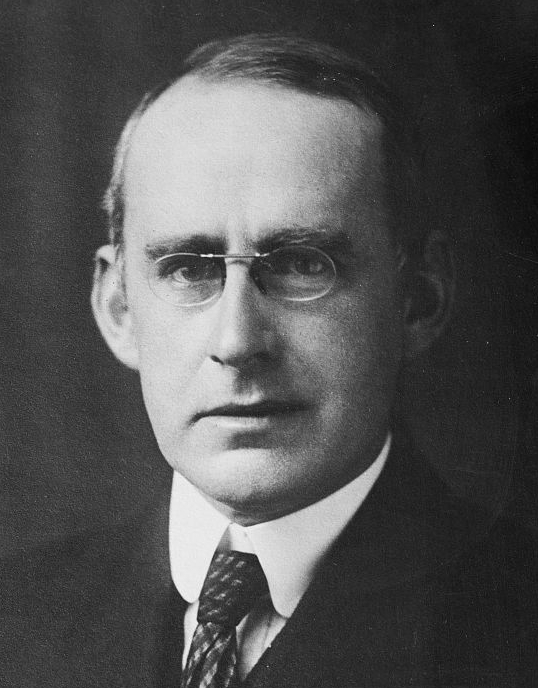
El 1920 Arthur Eddington va proposar que les estrelles obtenen la seva energia de la fusió nuclear de l'hidrogen per formar heli i va plantejar la possibilitat que els elements més pesats es produeixen en les estrelles

En 1920, Arthur Eddington, basant-se en els precisos mesuraments dels àtoms realitzats per F.W Aston, va ser el primer a suggerir que les estrelles obtenien la seva energia a partir de la fusió nuclear de l'hidrogen en heli, afegint la possibilitat que elements més pesats fossin alhora creats a les estrelles. Aquest va ser un primer pas cap a la teoria de nucleosíntesi estel·lar. En 1928, George Gamow va deduir l'anomenat factor de Gamow, una fórmula mecànico-quàntica que dona la probabilitat de trobar a una temperatura determinada dos nuclis prou pròxims com perquè puguin saltar-se la barrera coulombiana i aproximar-se tant l'un a l'altre que pogués efectuar-se una reacció nuclear a causa de la força nuclear forta, la qual només és efectiva a curtes distàncies.
El factor de Gamow va ser usat en aquesta dècada per l'astrònom anglès Atkinson i el físic austríac Houtermans i més tard pel mateix Gamow i per Teller per a calcular el ritme amb el qual les reaccions nuclears es produïen a les altes temperatures existents en els interiors estel·lars.
En 1939, en un article titulat "Energy Production in Stars", el nord-americà Hans Bethe va analitzar les diferents possibilitats perquè es donés la fusió de l'hidrogen a heli. Va seleccionar dos processos que va creure que havien de ser la principal font d'energia de les estrelles. El primer d'ells van ser les cadenes protó-protó, que són les reaccions dominants en estrelles petites amb masses no gaire més grans que la del Sol. El segon procés va ser el cicle carboni-nitrogen-oxigen, el qual va ser també trobat independent i simultàniament per l'alemany Carl Friedrich von Weizsäcker en 1938, aquest grup de reaccions és més important en les estrelles massives de la seqüència principal i és igualment equivalent a la fusió de quatre protons per a formar un nucli d'heli-4. Tot i això, en cap dels dos papers s'esmenta la formació de nuclis més pesats. Aquesta teoria va venir de la mà de Fred Hoyle en 1946, qui va argumentar que una concentració de nuclis molt calents podrien conformar-se termodinàmicament com un nucli de ferro. El seu treball va continuar, i el 1954 va publicar un paper descrivint com en etapes avançades de fusió a l'interior d'estrelles massives podrien sintetitzar-se elements des del carbó fins al ferro.
Més tard, van ser afegits importants detalls a la teoria de Bethe. Per exemple, va suposar un important avanç la publicació d'un rellevant article en 1957 per Margaret Burbidge, Geoffrey Burbidge, Fowler i Hoyle. Aquest treball posterior va recollir i va refinar les investigacions anteriors en un marc coherent que va donar explicació a les diferents abundàncies dels elements.
Altres millores significatives van arribar de la mà de Alastair G. W. Cameron i Donald D. Clayton. Basant-se en els avenços dels seus predecessors, el 1957 Cameron va introduir els ordinadors per als càlculs dependents del temps en l'evolució de sistemes nuclears. D'altra banda, Clayton va calcular els primers models dependents del temps en un procés el 1961 i en un procés r el 1965, així com la crema de silici per a la formació del nucli de partícules alfa i en el grup del ferro en 1968. Clayton també va descobrir la cronologia radiogènica per determinar ledat dels elements.

## Reaccions importants
Les reaccions més importants en la nucleosíntesi estel·lar són: 
- Combustió de l'hidrogen: 
  - La cadena protó-protó
  - El cicle CNO
- Combustió de l'heli: 
  - El procés triple-alfa
- Combustió de metalls: 
  - Procés de combustió del carboni
  - Procés de combustió del neó
  - Procés de combustió de l'oxigen
  - Procés de combustió del silici
- Producció d'elements més pesats que el ferro: 
  - Captura de neutrons: 
    - El procés-R
    - El procés-S

  - Captura de protons: 
    - El procés rp

## Combustió de metalls
Si a l'esgotar-se l'heli en el nucli de l'estrella, la massa de l'estrella és prou gran, el nucli serà capaç de comprimir-se i escalfar-se prou com per a emprendre la fase següent de fusió del carboni. Haurà doncs dues noves capes de fusió, una d'heli i altra d'hidrogen damunt d'aquesta. Tal com ocorria en la transformació a supergegant vermella, ara la pressió exercida per aquestes noves capes farà que la coberta externa de l'estrella s'expandeixi altra vegada. Les masses mínimes per a aquests processos no estan ben determinades, ja que es desconeixen bastant els ritmes de reacció, les seccions eficaces i els ritmes d'expulsió de massa per vent solar de les estrelles més massives. L'inici de les reaccions del carboni se situen indicativament en un mínim de 8 masses solars però podria produir-se a menors masses. Es pot assegurar que amb aquesta massa s'arriba a cremar el carboni però el mínim real potser estigués entre 4 i 8. Pel que fa als altres cicles aquí les dades són més incertes, encara que es pot afirmar que una estrella de més de 12 vegades la massa del Sol hauria de passar per totes les fases de combustió possible fins a arribar al ferro. A mesura que se sumen fases de combustió s'afegeixen més capes de fusió formant una espècie de nucli amb estructura de ceba. Haurien de produir-se canvis a cada fase però la del carboni és l'última que dura un temps significatiu per la qual cosa les altres etapes de combustió no canvien excessivament la constitució de l'estrella perquè ocorren tan ràpid que no dona temps a l'estrella a adaptar-se a cada nova situació. Així, l'etapa de supergegant vermella és, realment, l'última transformació significativa, després d'ella, i en ulteriors fases de combustió, l'estrella es tornarà cada vegada més inestable convertint-se, molt probablement, en una variable abans de la seva destinació final com objecte compacte.

### Combustió del carboni (> 8 MSol)
Acabada la fusió de l'heli el nucli torna a comprimir-se i a elevar la seva temperatura. Dels tres elements que majoritàriament componen el nucli en aquest estadi, carboni i oxigen en un 90% més una mica de neó, és el carboni el que té la temperatura de fusió més baixa, uns 600 milions de graus (6·108 K). Arribats a aquesta temperatura i a una densitat d'uns 2×108 kg/m³, els àtoms de carboni comencen a reaccionar entre si donant lloc a diversos elements més pesats a través d'una sèrie de canals de sortida distints. La durada d'aquesta etapa serà de l'ordre d'uns centenars d'anys podent arribar als 1.000 anys. Les reaccions més probables són les que surten en requadre en el diagrama. La del sodi-23 té un 56% d'ocurrència i la del neó-20 un 44%. Els protons i les partícules alfa emeses en sengles reaccions seran ràpidament recapturats pel carboni, l'oxigen, el neó i el mateix sodi. Aquestes reabsorcions tot just si tenen efectes energètics significatius però quant a la nucleosíntesi sí que ho són, ja que faran que el sodi no estigui present entre els elements residuals de la combustió del carboni. Pel que fa a l'oxigen, si bé es forma bastant poc, se suma al que ja s'havia format durant el procés triple alfa. Tot això farà que quedi un nucli d'oxigen-16, neó-20, magnesi-24 i algunes traces de silici-28. La composició de les cendres d'aquesta etapa és fonamentalment la següent: 
Fraccions de massa: {\displaystyle X_{O}\sim 0,59\qquad X_{Ne}\sim 0,28\qquad X_{Mg}\sim 0,05}

### Fotodesintegració del neó
Acabat el carboni del nucli central aquest torna a contreure's fins a arribar a la temperatura de 1,2·10⁹ K, moment en el qual torna a detenir-se el col·lapse durant uns pocs anys, una dècada a tot estirar. A aquestes temperatures els fotons radiats pel centre del nucli són tan energètics que aconsegueixen fotodesintegrar el neó-20. Aquest procés encara que és endotèrmic (consumeix energia) aconsegueix que dels seus subproductes es derivi una altra reacció que sí que és exotèrmica. El balanç global d'ambdós processos és positiu i el resultat és que l'estrella aconsegueix sostenir-se mentre quedi neó per fotodesintegrar en el nucli..
Com es veu en les reaccions adjuntes, les cendres d'aquesta fase seran les mateixes que en l'anterior menys el neó, que s'haurà consumit. S'incrementarà la quantitat d'oxigen i magnesi alhora que segueixen creant-se noves capes de fusió. Ara, a part del nucli de combustió de neó hi ha una capa de carboni, una altra d'heli i una d'hidrogen. Els vents solars són ja molt intensos i desprenen grans quantitats de l'hidrogen més extern poc lligat ja a l'estrella.

### Combustió de l'oxigen
Finalitzada l'etapa del neó el nucli de l'estrella es torna a escalfar i contreure fins a 1,5 a 2·10⁹ K i 107 g/cm³ temperatura i densitat a partir de les quals s'arriba a la ignició de l'oxigen. La reacció de fusió nuclear de l'oxigen produeix diversos canals de sortida, uns més probables que uns altres, de la mateixa manera que ocorria en la fusió del carboni. L'etapa dura uns pocs mesos, potser un any, i les seves cendres són sobretot silici-28 acompanyat de silici-30, sofre-34, calci-42 i titani-46. Molts d'aquests elements són subproductes de les reaccions amb protons, neutrons o alfes recapturats. Les tres reaccions més probables són les quals estan en requadres. Resultarà sofre-31 un 18% de les vegades fòsfor-31 un 61% i silici-28 un 21%.

### Fotodesintegració i combustió del silici

Capes de combustió en una estrella agonitzant en els seus últims moments abans del col·lapse final.

Quan el nucli arriba als 2,7·10⁹ K i 3·107 g/cm³ es procedeix a la incineració del silici en un conjunt de complexes reaccions que sostindran per poc més d'un dia a l'estrella. Una part del silici-28 rep l'impacte de fotons ultraenergètics que ho trenquen en altres isòtops com silici-27 o magnesi-24. En el procés es tornen a emetre gran quantitat de protons, neutrons i alfes que de seguida són recapturats cada vegada per àtoms més pesats en una aproximació asimptòtica cap al pic del ferro. Així mateix, el silici també arriba a temperatures de fusió que ho duen a formar níquel-56 que posteriorment es degrada fins al ferro-56, element final a partir del qual la fusió nuclear deixa de ser una reacció rendible i exotèrmica, arribant-se a finalment l'equilibri estadístic nuclear (Fe56+Ni56). Arribats a aquest punt la ja molt convulsa estrella no podrà sostenir-se més per si mateixa.
{\displaystyle {}^{56}Ni\rightarrow {}^{56}Co+e^{-}+{\bar {\nu }}_{e}}